# Einfarb-Ameisenwürger
Der Einfarb-Ameisenwürger (Thamnophilus unicolor, Synonym: Dysithamnus unicolor), zählt innerhalb der Familie der Ameisenvögel (Thamnophilidae) zur Gattung Thamnophilus.
Die Art kommt in Ecuador, Kolumbien und Peru vor.
Das Verbreitungsgebiet umfasst feuchten tropischen oder subtropischen Bergwald und Waldränder von 1200 bis 2200 m Höhe und ist damit eine der wenigen Arten der Vögel, die sich an höhere Lebensräume angepasst haben.
Der lateinische Artzusatz bedeutet einfarbig.

## Merkmale
Der Vogel ist mittelgroß mit kräftigem Hakenschnabel und deutlichem Sexualdimorphismus. Das Männchen hat eine blasse Iris, einen schwarzen Schnabel, ist ansonsten schiefergrau ohne besondere Merkmale, der Kopf ist etwas dunkler. Mitunter haben die äußeren Steuerfedern kleine weiße Spitzen. Das Weibchen hat ein grau abgesetztes Gesicht, ist ansonsten auf der Oberseite kastanienfarben, auf der Unterseite ockerfarben gefiedert. Jungvögel sehen wie Weibchen aus.

## Geografische Variation
Es werden folgende Unterarten anerkannt:
- T. u. unicolor (P. L. Sclater, 1859), Nominatform – Pazifische Seite Ecuadors
- T. u. grandior Hellmayr, 1924 – Kolumbien bis Ostecuador und Nordperu
- T. u.  caudatus Carriker, 1933 –Östliche Seite der Anden in Peru

## Stimme
Der Ruf wird als nasale Tonfolge mit 5 gleichmäßigen Lauten "awh awh" beschrieben.

## Lebensweise
Die Nahrung besteht vermutlich aus Insekten, die bodennah und geräuschlos, mitunter in gemischten Jagdgemeinschaften gesucht werden.
Über die Brutzeit ist nur wenig bekannt.

## Gefährdungssituation
Der Bestand gilt als nicht gefährdet (Least Concern).